# ハートにS
『ハートにS』（ハートにエス）は1994年、1995年にフジテレビで放送された日本の深夜テレビドラマ。放送日時は月曜24:50-25:20。

## 番組概要
各回数話のショートドラマで構成され、ありふれた日常生活を描くそれぞれのエピソードが、エンディングで一つにまとまる形式を取るオムニバスドラマ。1994年12月に『ハートにS X'Masスペシャル』として4日連続で放送され、好評を受けて翌年4月から9月まで毎週放送された。

## 放送タイトル・主要キャスト

### ハートにS X'Masスペシャル
- 第1夜（1994年12月19日）
  - 「ジングルベルボーイ」出演：西村雅彦、松崎早人、片岡富枝、大林丈史
  - 「シンデレラの王冠」出演：川島なお美、前田亜季
  - 「残業ラプソディ」出演：田中広子、ボビー大倉
  - 「ルームメイト」出演：羽野晶紀、須藤真里子、能見達也

- 第2夜（12月20日）
  - 「想い出のベル」出演：田島令子、田中雅子、高柳葉子、鈴木清順
  - 「時のプレゼント」出演：大林暁美、阿部聖美
  - 「出世しないタイプ」出演：小沢美貴、野中功
  - 「初恋時計」出演：今村雅美、山中康弘、若杉南（Melody）

- 第3夜（12月21日）
  - 「キューピット」出演：かとうかずこ、中丸新将、魏涼子
  - 「エンジェル」出演：菅野美穂、三橋貴志、市瀬理都子、山本ふじこ、村上冬樹
  - 「ピエロ」出演：風間杜夫、渡辺大輝、二瓶鮫一、早乙女愛
  - 「タクシードライバー」出演：木場勝己、山崎一

- 第4夜（12月22日）
  - 「観音様のクリスマス」出演：船越圭祐、坂本衣里
  - 「記念日」出演：秋本奈緒美、阿南健治、中田優子、坂本あきら
  - 「ON AIR」出演：奥山佳恵、入江雅人

### レギュラー放送
- 第1回（1995年4月10日）
  - 「ジングルベルボーイ」「時のプレゼント」「観音様のクリスマス」「記念日」「ピエロ」「エンジェル」「タクシードライバー」

『ハートにS X'Masスペシャル』の再編集版。
- 第2回（4月17日）
  - 「転校生」出演：吉田亮、浪花逸平、山崎海童
  - 「カット」出演：西田尚美、古田新太
  - 「マネ」出演：堀江奈々、河相我聞、古賀周一
  - 「グローブ」出演：松崎早人、平泉成
  - エンディング「DJメッセージ」出演：三浦理恵子、入江雅人

- 第3回（4月24日）
  - 「わがまま姫」出演：吉野公佳、明石亮太朗
  - 「10センチの勇気」出演：村松克巳、山路和弘
  - 「泥棒医者」出演：川原和久、神谷昌志
  - 「想いを込めた花束」出演：井筒森介、高橋理恵子、今村理恵
  - エンディング「空を見上げて」出演：木村ふみひで、松木史雄、鳥越マリ

- 第4回（5月1日）
  - 「息子」出演：山崎一、山田真莉
  - 「路上のラブストーリー」出演：西尾まり、大野幹代、田付貴彦、能見達也
  - 「白い手袋」出演：金井大、でんでん
  - 「GS」出演：重田尚彦、金久美子、吉田真由子
  - エンディング 出演：小林昭二

- 第5回（5月8日）
  - 「いのちの電話セールス」出演：立河宜子
  - 「本屋の神託」出演：田中雅子、土屋久美子
  - 「あなた、お茶」出演：長内美那子、坂本長利
  - 「愛ちゃんの憂鬱」出演：北見敏之、野村佑香、宮岡弥生
  - エンディング「Ladies」出演：久我美智子、森山祐子

- 第6回（5月15日）
  - 「マンスリースペシャル コンプレックス・カフェ」出演：鳥越マリ、森山祐子、三浦理恵子、吉田真由子

- 第7回（5月22日）
  - 「指輪」出演：梶原善、久野真紀子
  - 「伴侶」出演：織本順吉、田中健司
  - 「大当たり」出演：濱田万葉、東根作寿英
  - 「パーティー」出演：円城寺あや、渕野一生、小松正一、池津祥子、筒井真理子

- 第8回（5月29日）
  - 「オトメの放課後・魔術編」出演：馬渕英里何、戸田昌弘
  - 「オトメの放課後・プラクラ編」出演：岩崎ひろみ、古谷未央、たかはし等、京晋佑
  - 「オトメの放課後・修羅場編」出演：酒井幸枝、藤元八重子、梶原阿貴、長田江身子
  - 「オトメの放課後・家出編」出演：石橋けい

- 第9回（6月5日）
  - 「ホームレスブルース」出演：塚本信夫、高木均
  - 「リメンバー」出演：角田智美、チャーリー・クラスラブスキー
  - 「ラッキーガール」出演：中野久美、金田明夫、住田隆
  - 「ほんにお前は」出演：渡辺いっけい、深浦加奈子

- 第10回（6月12日）
  - 「ハチ公のしっぽ」出演：広末涼子、小橋めぐみ
  - 「ダイレクトコンタクト」出演：中村久美、遠野凪子、三輪優子、広岡由里子
  - 「破れた風船」出演：山口紗弥加、新井康弘
  - 「ただいま工事中」出演：鶴見辰吾、森廉、島村千草
  - エンディング「ティーンズライフ」出演：児嶋一哉、相本久美子

- 第11回（6月19日）
  - 「マンスリースペシャル 六月の子羊達」出演：京晋佑、住田隆、広岡由里子、筒井真理子

- 第12回（7月3日）
  - 「秘密基地」出演：細山田隆人、作田聡一郎、大野麻那
  - 「お幸せに」出演：神田うの、彦摩呂
  - 「模型店のある街」出演：徳井優、二瓶鮫一
  - 「幸子ちゃん」出演：麻木久仁子、広田恵子、岡安泰樹、前田昌代、ト字たかお
  - エンディング「スタンドバイミー」出演：甲本雅裕

- 第13回（7月10日）
  - 「CM」出演：田口浩正、松嶋菜々子、宇田川綾子
  - 「A'」出演：小嶺麗奈、土倉有貴
  - 「ニューヨーカー IN 東京」出演：小沢美貴、スチーブン・ヘインズ
  - 「LOVE」出演：佐々木すみ江
  - エンディング「ハッピーエンド」出演：奥村公延

- 第14回（7月17日）
  - 「スーパーサブ -AS TEARS GO BY-」出演：金子賢、反田孝幸
  - 「マシーン -WILD HORSES-」出演：菊池健一郎、春田純一
  - 「プレイヤー -HEART OF STONE-」出演：今西太一、宮前真樹、中島義実、藤谷美紀
  - 「CLOSE -TIME IS ON MY SIDE-」出演：黒沢年男、富士原恭平、吉沢瞳

- 第15回（7月24日）
  - 「カード」出演：ルビー・モレノ、山本太郎、宮沢美保
  - 「カモ」出演：伊藤欣司、遠藤美郎、飛田恵里
  - 「片側通行」出演：前田つばさ、小山励基
  - 「チラシ」出演：西野妙子、田山涼成、伊藤眞、中込佐知子、坂木優子

- 第16回（7月31日）
  - 「マンスリースペシャル ガールズ・ビー・アンビシャス」出演：藤谷美紀、甲本雅裕、宮沢美保、宇田川綾子

- 第17回（8月7日）
  - 「最後の一弾」出演：嶋田久作、西野麻美
  - 「都会の蛍」出演：阿南健治、松田美由紀
  - 「雨上がりの夜空に」出演：中上雅巳、中島ひろ子
  - 「真実」出演：塩見三省、高橋玲奈、小島聖
  - エンディング「フィクション」出演：内山森彦

- 第18回（8月14日）
  - 「ストーキング」出演：阿部寛、多田亜沙美、小瀬田あゆみ、穂坂優子
  - 「人の母親」出演：有森也実、佐藤藍子
  - 「ともだち」出演：井出薫、大嶺美香、田中美穂
  - 「パラレルラブ」出演：高橋かおり、田中有紀美、谷田真吾、岡田義徳

- 第19回（8月21日）
  - 「ドクター」出演：相島一之、吉野紗香、畠中洋、藤木悠
  - 「カムアウト」出演：柴田理恵、吉沢梨絵、菊池則江、古川りか
  - 「故郷の女」出演：金山一彦、田中広子
  - 「休刊日」出演：遠藤雅、田代奈緒、堺雅人
  - エンディング「それぞれの旅」出演：藤木直人

- 第20回（8月28日）
  - 「線香花火」出演：内山眞人、小出由華
  - 「フレンチ・ブルー」出演：佐藤敦啓、黒沢あすか
  - 「夏風邪」出演：柏原崇、村田和美
  - 「すいか」出演：可愛かずみ、山本亨

- 第21回（9月4日）
  - 「マンスリースペシャル 夏のファンタスム」出演：小島聖、佐藤敦啓、田中有紀美、藤木直人、松嶋菜々子

- 第22回『ハートにSスペシャル』（9月11日） ※総集編
  - 出演：入江雅人、椎名へきる（声）

- 第23回（9月18日） ※傑作選
  - 「夏風邪」「ほんにお前は」「雨あがりの夜空に」「破れた風船」

## 主題歌
- Something/酒井ミキオ